# Karakum
Karakum (ili Kara-Kum i Gara Gum) je pustinja u središnjoj Aziji, koja svojom površinom od 350.000 km2 zauzima oko 70% površine Turkmenistana.
Ime pustinje može se prevesti kao „Crni pijesak”. 
Karakum se nalazi istočno od Kaspijskog jezera, Aralsko jezero nalazi se sjeverno, a rijeka Amu-Darja i pustinja Kizilkum sjeveroistočno.
Karakum je rijetko naseljeno područje, samo jedna osoba na 6,5 km2. Kroz pustinju je izgrađen kanal Karakum, dug 1375 km, koji je velikim dijelom plovan, a namjena mu je napajanje vodom iz rijeke Amu-Darje poljoprivrednih površina (pamuk) u Turkmenistanu. 